# Epoca Bronzului
Epoca Bronzului este o perioadă din dezvoltarea civilizației când cele mai avansate tehnologii de prelucrare a metalelor (cel puțin din punct de vedere al răspândirii) erau tehnicile de extragere a cuprului și staniului (cositor) din minereul disponibil, și apoi crearea unui aliaj din aceste metale pentru a turna bronzul. Epoca Bronzului face parte din sistemul celor trei epoci pentru societățile preistorice. În acest sistem, ea urmează neoliticului în unele zone de pe glob. În majoritatea Africii Subsahariene, neoliticul este urmat direct de Epoca Fierului.

## Origini
Primele dovezi de prelucrare a bronzului datează de la jumătatea mileniului al IV-lea î.Hr., Cultura Maikop în Caucaz. De aici, tehnologia s-a răspândit cu repeziciune în Orientul Apropiat, și apoi la civilizațiile de pe Valea Indului (vezi Meluhha).

## Orientul Apropiat
Metalurgia s-a dezvoltat întâi în Anatolia, Turcia de astăzi. Munții din zonele înalte ale Anatoliei aveau bogate depozite de cupru și staniu. Cuprul era, de asemenea, minat în Cipru, Egipt, Deșertul Negev, Iran, și în jurul Golfului Persic. Cuprul era de obicei amestecat cu arsenic, însă cererea crescândă a dus la stabilirea de rute comerciale la mare distanță în și din Anatolia. Cuprul era importat pe rute maritime către marile regate ale Egiptului Antic și Mesopotamiei.
La începutul epocii bronzului au apărut orașele-state organizate și a fost inventată scrierea (Perioada Uruk în mileniul al IV-lea î.Hr.). La jumătatea epocii bronzului, migrațiile au schimbat, parțial, situația politică din Orientul Apropiat (amoriții, hittiții, hurrienii, hiksoșii și, posibil, israeliții). Sfârșitul epocii bronzului e caracterizat de regate puternice aflate în competiție, și statele lor vasale (Egiptul Antic, Asiria, Babilonia, Hittiții, Mitanni). Au existat contacte prelungite cu civilizațiile egeene (Ahaia, Alashiya), în care comerțul cu cupru a jucat un rol important. Această perioadă a avut drept finalitate așa-numita prăbușire a epocii bronzului, care a afectat o mare parte a Mediteranei de Est și a Orientului Mijlociu.
Prelucrarea fierului a început încă din perioada târzie a bronzului în Anatolia. Trecerea către epoca fierului, aproximativ 1200 î.Hr., a fost mai mult politică decât determinată de noi descoperiri în domeniul prelucrării metalelor.

## Europa

### Zona egeeană

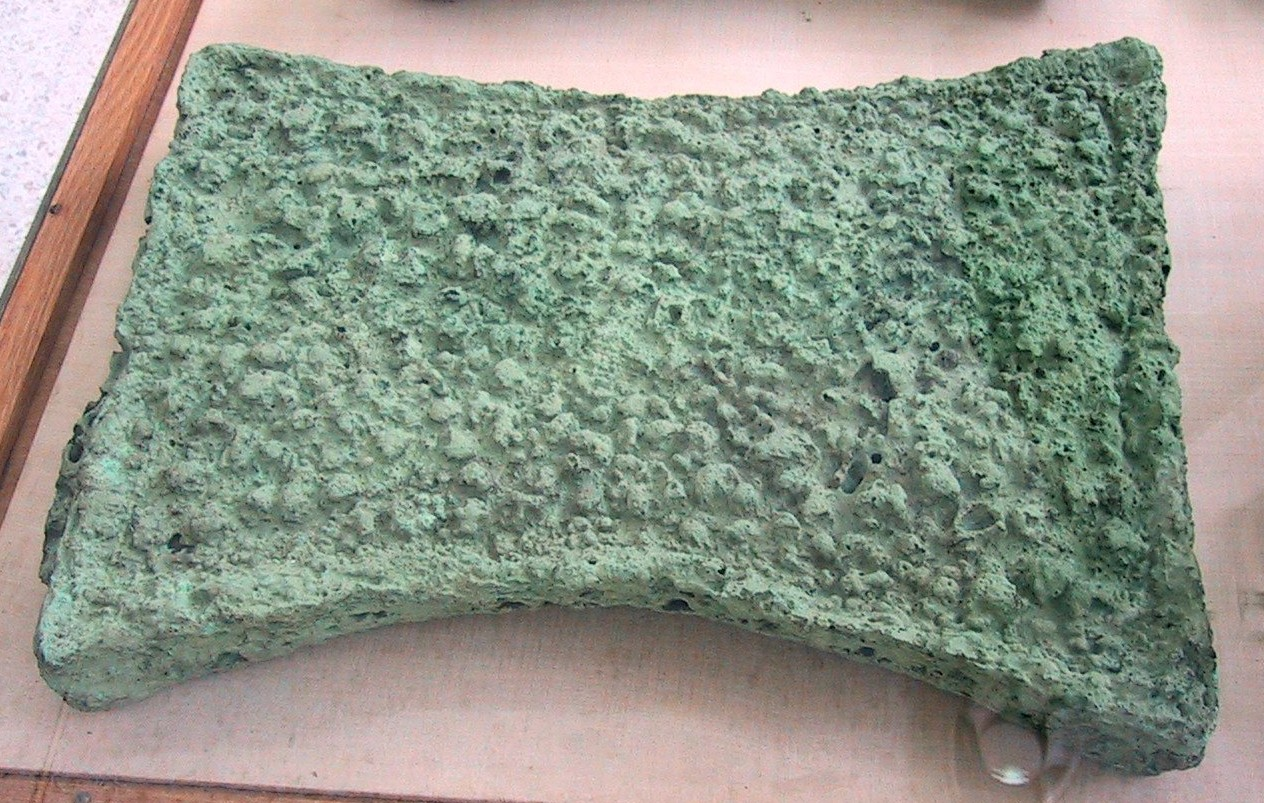
Lingou din cupru din Epoca Bronzului, descoperit în Creta.

Civilizațiile epocii bronzului din zona Mării Egee au creat o rețea comercială la mare distanță. Această rețea exporta cositor și cărbune în Cipru, unde era minat cuprul și aliat cu cositorul pentru a produce bronzul. Obiectele din bronz erau apoi exportate peste tot, încurajând comerțul. Analiza izotopică a cositorului din unele obiecte din bronz din zona mediteraneeană a arătat că acesta provenea din surse îndepărtate precum Marea Britanie.
Știința navigației era bine dezvoltată, ajungând la un nivel care nu va mai fi atins până la descoperirea (sau poate redescoperirea) unei metode de a determina longitudinea, în jurul anului 1750. 
Civilizația minoică cu baza la Knossos avea cea mai mare influență asupra comerțului în epoca bronzului.
O lipsă foarte importantă a acestei perioade a fost aceea că metodele moderne de contabilitate nu erau disponibile. Mulți istorici consideră că imperiile antice erau predispuse să subevalueze alimentele de bază față de obiectele de lux, rezultând astfel într-un comerț neeconomic.
Nu se știe cu exactitate ce a determinat sfârșitul epocii bronzului în această regiune. Există dovezi că administrația miceniană a imperiului comercial regional a urmat declinului civilizației minoice. Există, de asemenea, dovezi care susțin teoria că mai multe state cliente minoice și-au pierdut o mare parte din populație ca urmare a foametei și/sau epidemiilor, lucru care ar indica o prăbușire a rețelei comerciale, oprind comerțul care ar fi putut ajuta populațiile înfometate, și ar fi putut împiedica anumite boli (legate de nutriție). Se știe, de asemenea, că grânarul imperiului minoic, zona de la nordul Mării Negre a suferit însemnate pierderi demografice, și, probabil, a scăzut și cultivarea de alimente în această perioadă.
Cercetările recente au discreditat teoria conform căreia defrișarea pădurilor din Cipru a provocat sfârșitul comerțului cu bronz. Se știe că pădurile cipriote au existat și în perioadele ulterioare, iar experimentele au arătat că producția de cărbune la scara necesară producției de bronz de la sfârșitul epocii bronzului le-ar fi epuizat în mai puțin de cincizeci de ani.
O teorie susține că, deoarece uneltele de fier se răspândiseră, dispăruse justificarea centrală pentru comerțul cu cositor, iar rețeaua comercială a încetat să mai funcționeze ca înainte. Coloniile Imperiului Minoic au suferit apoi de secetă, foamete sau războaie, sau o combinație a acestor trei, neavând acces la resursele imperiului, prin intermediul cărora și-ar fi putut reveni.
O altă familie de teorii analizează situația din Knossos. Erupția din Thera a avut loc în această perioadă, la 60 km de Creta. Unii istorici cred că un tsunami din Thera a distrus orașele cretane. Alții afirmă că poate un tsunami a distrus marina cretană în port, lucru care a dus la pierderea unor bătălii navale de importanță crucială, astfel încât, în jurul anului 1450 î.Hr., orașele din Creta au fost distruse, iar civilizația miceniană a preluat Knossosul. Dacă erupția a avut loc la sfârșitul secolului al XVII-lea î.Hr., (după cum cred majoritatea cronologilor astăzi), atunci efectele sale imediate aparțin mai degrabă trecerii de la epoca mijlocie a bronzului la epoca târzie a bronzului, și nu sfârșitului epocii bronzului; dar ar putea să fi provocat instabilitatea care a dus la prăbușirea întâi a Knossosului, și apoi a întregii societăți a Epocii Bronzului. O asemenea teorie privește rolul științei cretane de a administra imperiul, după Thera. Dacă această știință era concentrată în Creta, atunci e posibil ca micenienii să fi făcut unele greșeli politice și comerciale cruciale în administrarea imperiului cretan.
Descoperirile arheologice recente, inclusiv cele de pe insula Thera (cunoscută astăzi sub numele de Santorini), ar indica că centrul civilizației minoice în momentul erupției se afla pe această insulă, nu în Creta. Unii cred că aceasta este cunoscuta Atlantida (o hartă desenată pe un perete al unui palat minoic din Creta înfățișează o insulă asemănătoare cu aceea descrisă de Platon și cu forma insulei Thera de dinainte de erupție). În conformitate cu această teorie, distrugerea catastrofică a centrului politic, administrativ și economic din cauza erupției, precum și pagubele provocate de tsunami orașelor și satelor de pe coasta Cretei a grăbit declinul Imperiului Minoic. O entitate politică slăbită cu capacități economice și militare reduse, și bogății imense, ar fi fost vulnerabilă în fața altor invadatori.
Fiecare dintre aceste teorii este convingătoare, și aspecte din fiecare ar putea avea importanță în desenarea sfârșitului epocii de bronz din această regiune.

### Europa Centrală

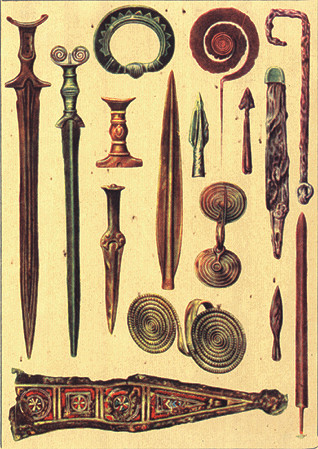
Arme din Epoca Bronzului din România

În Europa Centrală, cultura Unetice de la începutul epocii bronzului (1800-1600 î.Hr.) include mai multe grupuri mai mici, cum ar fi cultura Straubingen, cultura Adlerberg și cultura Hatvan. Unele morminte foarte bogate, cum ar fi cele de la Leubingen cu daruri de înmormântare din aur, indică o creștere a stratificării sociale deja prezente în cultura Unetice. Cimitirele din această perioadă sunt totuși rare și de mici dimensiuni. Cultura Unetice este urmată de Epoca Mijlocie a Bronzului (1600-1200 î.Hr.), Cultura tumulus, caracterizată prin înmormântări prin înhumare în tumuli (gorgane). În Ungaria de est, pe afluenții Crișului, a apărut, la începutul epocii bronzului, cultura Mako, urmată de culturile Ottomany și Gyulavarsand. 
Cultura câmpurilor de urne de la sfârșitul Epocii Bronzuui (1300-700 î.Hr.) e caracterizată de înmormântări prin incinerare. Ea include cultura lusațiană în estul Germaniei și în Polonia (500-100 Î.Hr.) care continuă în epoca fierului. Epoca Bronzului din Europa Centrală este urmată de cultura Hallstatt a epocii fierului (700-450 î. Hr.).
Situri arheologice importante sunt:
- Biskupin (Polonia)
- Nebra (Germania)
- Zug-Sumpf, Zug (Elveția)

### Europa Nordică (1500-500 î.Hr.)
În nordul Germaniei, Danemarca, Suedia și Norvegia, locuitorii Epocii Bronzului au creat numeroase obiecte distinctive și frumoase, cum ar fi perechea de lurere descoperite în Danemarca. Unii lingviști cred că o limbă proto-indo-europeană a fost introdusă în zonă în jurul anului 2000 î.Hr., care a devenit apoi strămoașă a tuturor limbilor germanice. Acest lucru ar confirma evoluția epocii bronzului din Europa Nordică în epoca fierului pre-romană germanică
Epoca este împărțită în perioade I-VI de către Oscar Montelius. Perioada Montelius V deja ține de epoca fierului în alte regiuni.

### Insulele Britanice
În Marea Britanie, Epoca Bronzului este considerată a fi perioada începând aproximativ cu 2100 î.Hr. și până în 700 î.Hr. Prin imigrație, noi popoare au venit în insule de pe continent, cercetarea izotopilor de pe smalțul dinților scheletelor descoperite în mormintele de la începutul Epocii Bronzului din apropiere de Stonehenge indicând că măcar o parte din imigranți proveneau din Elveția de astăzi. Popoarele Beaker aveau un comportament diferit față de populațiile neolitce care le-au precedat, schimbările culturale fiind semnificative, deși integrarea se crede că a fost pașnică, de vreme ce multe din siturile henge timpurii au fost adoptate de noii-veniți. Cultura Wessex s-a dezvoltat în sudul Marii Britanii în această perioadă. În plus, clima se schimba, din caldă și uscată devenind mult mai umedă, obligând populația să părăsească locurile ușor de apărat, din zonele înalte, pentru a locui în văile mai fertile. Au apărut ferme mari de vite în zonele joase, lucru care a contribuit la creșterea economică, și a impulsionat defrișările. Cultura Deverel-Rimbury a apărut în a doua jumătate a 'Epocii mijlocii a Bronzului' (c. 1400 î. Hr.-1100 î.Hr.) ca urmare a acestor schimbări. Zona Cornwall reprezenta o sursă importantă de cositor pentru o mare parte a Europei Occidentale, iar cuprul era extras din locuri precum mina Great Orme în nordul Țării Galilor. Grupurile sociale par să fi fost tribale, însă de o complexitate crescândă.

### Spațiul românesc
În această perioadă în spațiul românesc marcantă va fi fuziunea culturală dintre populațiile eneolitice și migratorii purtători de bronz, în special cei din est. Cea mai marcantă cultură din această perioadă a fost cultura Monteoru, extrem de războinică, ce domina cea mai mare parte din centrul României de azi. Vor fi marcante influențele minoice și ale culturilor din centrul Europei. În ansamblu, Epoca Bronzului reprezintă istoria proto-tracilor înaintea consemnării acestora în izvoarele istorice începând cu Epoca Fierului.

## Zona Anzilor
Epoca Bronzului în regiunea andină a Americii de Sud se crede că a început aproximativ în 900 î.Hr., când artizanii chavini au descoperit cum să alieze cuprul cu cositorul. Primele obiecte produse erau mai mult utilitare, precum topoare, cuțite, și obiecte agricole. Mai târziu, pe măsură ce chavinii au câștigat mai multă experiență în tehnologia prelucrării bronzului, ei au creat numeroase obiecte decorative ornate, în scopuri administrative, religioase sau ceremoniale, deoarece tradiția obiectelor decorative din aur, argint și cupru le era deja bine cunoscută.

## Asia
Epoca Bronzului a început în China în jurul anului 2100 î.Hr., în timpul Dinastiei Xia. La Ban Chiang, Thailand, (Asia de Sud-Est) au fost descoperite artefacte din bronz din secolul al XXI-lea î.Hr. Arhivat în 1 iunie 2009, la Wayback Machine..
Cultura Erlitou, Dinastia Shang și Cultura Sanxingdui din China timpurie foloseau vase din bronz pentru ritualuri, obiecte agricole și arme .
Perioada olăriei Mumun din sudul Peninsulei Coreene a adoptat treptat producția de bronz, aproximativ în anii 700-600 î.Hr., după o perioadă când pumnale și alte obiecte din bronz au fost schimbate până în interiorul peninsulei (aproximativ 900-700 î.Hr.). Bronzul a constituit un element important în ceremonii și ca ofrande mortuare până în 100 d.Hr.